# 班納鎮區 (北卡羅萊納州約翰斯頓縣)
班納鎮區（英語：Banner Township）是位於美國北卡羅萊納州約翰斯頓縣的一個鎮區。

## 地方資料
班納鎮區的面積為98.67平方千米，皆為陸地。根據2020年美國人口普查的數據，當地共有人口8130人，而人口密度為每平方千米82.4人。